# Clemente de Alexandria
Clemente de Alexandria ou Tito Flávio Clemente (Atenas (?), c. 150 - Palestina, 215) foi um escritor, teólogo, apologista cristão grego nascido em Atenas.
Pesquisou as lendas menos compatíveis com os valores cristãos. Sua abertura a fontes familiares aos não cristãos ajudou a tornar o cristianismo mais aceitável para muitos deles.
Clemente foi um erudito numa época em que os cristãos eram geralmente pouco letrados. Não obstante, foi capaz de construir argumentos lógicos convincentes, baseados nas escrituras  e na filosofia, a favor do cristianismo e contra os gnósticos de Valentim, que, baseados em Alexandria - o mais importante centro de atividade intelectual da época - estavam em plena expansão.
Defendeu a fraternidade e a repartição das riquezas entre os homens, observado livre-arbítrio:
“Deus criou o gênero humano para a comunicação e a comunhão de uns com os outros, como ele, que começou a repartir do seu e a todos os homens proveu seu Logos comum, e tudo fez por todos. Logo tudo é comum, e não pretendam os ricos ter mais que os outros. Da homilia Quis dives salvetur? ("Que rico se salvará?"), baseada na história de Jesus e o jovem rico (Marcos 10:17–31).
"De sorte que não é rico aquele que possui e guarda mas aquele que dá; e este dar, não o possuir, faz o homem feliz. Portanto, o fruto da alma é essa prontidão em dar. Logo na alma está o ser rico." (Pedagogo 3, 6).
Eusébio de Cesareia considerava Clemente um incomparável mestre da filosofia e, para São Jerônimo, Clemente foi um dos mais erudito da época.
Clemente de Alexandria é tido como santo na Igreja Copta e entre os católicos orientais. Na Igreja Católica Apostólica Romana, porém, não houve canonização, visto que no tempo em que viveu o processo formal de canonização não existia na Igreja Romana.

## Biografia
Nascido provavelmente em Atenas, de pais pagãos, foi instruído profundamente na filosofia neoplatônica.
Já adulto, decidiu voltar-se ao cristianismo. Depois de convertido, viajou, buscando instruir-se, ligando-se a diversos mestres - na Ionia, Magna Grécia, Síria, Egito, Assíria e na Palestina. Finalmente, por volta de 175 - 180, na Escola de teologia de Alexandria (Didaskaleion), encontrou o filósofo patrístico Panteno (século II) e nos seus ensinamentos, "encontrou a paz", sucedendo-lhe por volta de 189 como líder espiritual da comunidade cristã de Alexandria. Ali permaneceu durante vinte anos.
No período pré-nicênico de formação da patrística, combateu os hereges gnósticos. Estabeleceu o programa educativo da escola catequética alexandrina, o qual, séculos mais tarde, serviria de base ao trivium e ao quadrivium, grupos de disciplinas que constituíam as artes liberais na Idade Média.
Entre suas obras de ética, teologia e comentários bíblicos destaca-se a trilogia formada por Exortação, Pedagogo e Miscelâneas.
Clemente defendeu a teoria da causa justa para a rebelião contra o governante que escravizasse seu povo. Em O Discurso escreveu sobre a salvação dos ricos e sobre temas como o bem-estar, a felicidade e a caridade cristã.
Clemente de Alexandria teve um papel importantíssimo na história da hermenêutica entre os judeus e os cristãos no período patrístico.
Em Alexandria, no período helenístico, a religião judaica e a filosofia grega se encontraram e se influenciaram mutuamente, ali surgindo a escola que, influenciada pela filosofia platônica, encontrou um método natural de harmonizar religião e filosofia na interpretação alegórica da Bíblia. Clemente de Alexandria foi o primeiro a aplicar essa abordagem à interpretação do Antigo Testamento, em substituição à interpretação literal.
Datam também da época helenística as primeiras aproximações do budismo com o mundo ocidental. Mercadores indianos que viviam em Alexandria propagaram sua fé budista pela região. Clemente de Alexandria foi o primeiro autor ocidental a citar em suas obras o nome de Buda.
Durante a perseguição aos cristãos (201-202), pelo imperador romano Sétimo Severo, Clemente transferiu seu cargo na escola catequética ao discípulo Orígenes e refugiou-se na Palestina, junto a um antigo aluno, Alexandre, bispo de Jerusalém, lá permanecendo até sua morte.

## Obras

Opera omnia, 1715

- Exortação aos gregos (Protreptikos pros Ellenas)
- Disposições (Hypotyposeis)
- Pedagogo (Paidagogos)
- Miscelânia  (Stromateis)